# Alexandru I al Serbiei
Alexandru Obrenović (n. 2/14 august 1876, Belgrad - d. 11 iunie 1903, Belgrad) a fost rege al Regatului Serbiei din 1889 până în 1903, în Belle Époque. A fost asasinat de gruparea teroristă panslavistă Mâna Neagră, care i-a reproșat o atitudine provestică.

## Originea
Alexandru a fost fiul regelui Milan Obrenovici și al reginei Natalia.

## Asasinatul
Atentatul la viața sa a fost organizat de un grup de tineri ofițeri coordonați de Dragutin Dimitrijević. Deoarece ofițerii implicați în atentat făceau parte din Regimentul 6 Infanterie, care purta numele "Regimentul Regele Carol al României", Carol I al României a telegrafiat la Belgrad anunțând că renunță la patronajul onomastic asupra regimentului respectiv. 